# Lista de produções dramáticas da CNT
Esta é uma lista das telenovelas, séries e minisséries da CNT, rede de televisão brasileira com rede em Curitiba, capital do Paraná. As produções estão relacionadas nesta lista, que apresenta: data de início, data de final e quantidade dos capítulos das telenovelas dessa emissora.Produções nacionais

## Telenovelas
Década de 1990
| # | Início              | Termino             | Título               | Cap. | Horário     | Autoria        | Diretor     | Ref.  |
| - | ------------------- | ------------------- | -------------------- | ---- | ----------- | -------------- | ----------- | ----- |
| 1 | 15 de abril de 1996 | 28 de junho de 1996 | Antônio dos Milagres | 55   | 17h00/20h00 | Geraldo Vietri | Lucas Bueno | [ 1 ] |

## Minisséries
Década de 1990
| # | Início                 | Termino                | Título                              | Cap. | Horário     | Autoria        | Diretor     | Ref.  |
| - | ---------------------- | ---------------------- | ----------------------------------- | ---- | ----------- | -------------- | ----------- | ----- |
| 1 | 11 de dezembro de 1995 | 23 de dezembro de 1995 | A Verdadeira História de Papai Noel | 12   | 17h00/20h00 | Geraldo Vietri | Lucas Bueno | [ 2 ] |
| 2 | 4 de março de 1996     | 30 de março de 1996    | Irmã Catarina                       | 24   | 17h00/20h00 | Geraldo Vietri | Lucas Bueno | [ 3 ] |
| 3 | 1 de abril de 1996     | 6 de abril de 1996     | A Última Semana                     | 06   | 17h00/20h00 | Vicente Abreu  | Lucas Bueno | -     |
| 4 | 8 de abril de 1996     | 13 de abril de 1996    | Ele Vive                            | 06   | 17h00/20h00 | Vicente Abreu  | Lucas Bueno | -     |
| 5 | 25 de dezembro de 1996 | 30 de abril de 1996    | A Vinda do Messias                  | 06   | 17h00/20h00 | Vicente Abreu  | Lucas Bueno | -     |

## Séries de Televisão
Década de 1990
| # | Início        | Termino          | Título      | Ep. | Temp. | Autoria       | Diretor      | Ref.  |
| - | ------------- | ---------------- | ----------- | --- | ----- | ------------- | ------------ | ----- |
| 1 | Março de 1996 | Novembro de 1996 | Pista Dupla | 26  | 1     | Altenir Silva | Atílio Riccó | [ 4 ] |

## Telenovelas Estrangeiras

### Rede OM
| # | Início              | Termino               | Título no Brasil            | Título original | Cap. | Horário     | País           | Emissora  |
| - | ------------------- | --------------------- | --------------------------- | --------------- | ---- | ----------- | -------------- | --------- |
| 1 | 30 de março de 1992 | 8 de maio de 1992     | A Árvore Azul               | El árbol azul   | 32   | 18h30       | Argentina      | Canal 13  |
| 2 | 30 de março de 1992 | 6 de novembro de 1992 | Manuela                     | Manuela         | 172  | 19h30/19h50 | Argentina      | Canal 13  |
| 3 | 11 de maio de 1992  | 6 de novembro de 1992 | O Magnata                   | El magnate      | 139  | 20h45/17h00 | Estados Unidos | Telemundo |
| 4 | 3 de agosto de 1992 | 6 de novembro de 1992 | O Regresso da Estranha Dama | Soy Gina        | 77   | 20h45/21h10 | Argentina      | Canal 9   |

### Rede CNT
| #  | Início                  | Termino                | Título no Brasil        | Título original        | Cap. | Horário     | País           | Emissora             |
| -- | ----------------------- | ---------------------- | ----------------------- | ---------------------- | ---- | ----------- | -------------- | -------------------- |
| 1  | 24 de maio de 1993      | 15 de dezembro de 1993 | Guadalupe               | Guadalupe              | 148  | 19h30/19h45 | Estados Unidos | Telemundo            |
| 2  | 17 de fevereiro de 1997 | 30 de maio de 1997     | Alcançar Uma Estrela    | Alcanzar una estrella  | 89   | 17h00       | México         | Televisa             |
| 3  | 17 de fevereiro de 1997 | 31 de maio de 1997     | Prisioneira de Amor     | Prisionera de amor     | 90   | 19h30       | México         | Televisa             |
| 4  | 17 de fevereiro de 1997 | 26 de julho de 1997    | Simplesmente Maria      | Simplemente María      | 138  | 20h00       | México         | Televisa             |
| 5  | 17 de fevereiro de 1997 | 31 de maio de 1997     | Coração Selvagem        | Corazón salvaje        | 90   | 21h30       | México         | Televisa             |
| 6  | 17 de fevereiro de 1997 | 12 de julho de 1997    | Império de Cristal      | Imperio de cristal     | 123  | 22h30       | México         | Televisa             |
| 7  | 2 de junho de 1997      | 31 de outubro de 1997  | Chispita                | Chispita               | 117  | 17h00/8h30  | México         | Televisa             |
| 8  | 2 de junho de 1997      | 30 de agosto de 1997   | A Força de uma Mulher   | Bajo un mismo rostro   | 78   | 21h30/21h45 | México         | Televisa             |
| 9  | 28 de julho de 1997     | 6 de dezembro de 1997  | Canavial de Paixões     | Cañaveral de pasiones  | 114  | 20h00/20h50 | México         | Televisa             |
| 10 | 8 de setembro de 1997   | 3 de novembro de 1997  | Meus Quinze Anos        | Quinceañera            | 49   | 20h00       | México         | Televisa             |
| 11 | 4 de novembro de 1997   | 21 de março de 1998    | Maria José              | María José             | 120  | 20h00       | México         | Televisa             |
| 12 | 17 de abril de 2007     | 11 de junho de 2007    | Coração Navegador       | Segredo                | 15   | 20h30       | /              | RTP1/JBTV            |
| 13 | 11 de agosto de 2008    | 28 de novembro de 2008 | Fonte do Amor           | El manantial           | 96   | 19h00       | México         | Televisa             |
| 14 | 10 de novembro de 2008  | 17 de abril de 2009    | Sonhos e Caramelos      | Sueños y Caramelos     | 136  | 19h00       | México         | Televisa             |
| 15 | 20 de abril de 2009     | 4 de setembro de 2009  | Marimar                 | Marimar                | 120  | 19h20       | México         | Televisa             |
| 16 | 7 de setembro de 2009   | 2 de abril de 2009     | A Outra                 | La otra                | 180  | 21h00/21h30 | México         | Televisa             |
| 17 | 7 de setembro de 2009   | 23 de abril de 2010    | Amanhã é Para Sempre    | Mañana és para siempre | 163  | 21h30/22h00 | México         | Televisa             |
| 18 | 5 de abril de 2010      | 30 de abril de 2011    | Acorrentada             | Acorralada             | 335  | 21h00       | /              | Venevisión-Univisión |
| 19 | 26 de abril de 2010     | 9 de outubro de 2010   | Paixão                  | Pasión                 | 156  | 22h00       | México         | Televisa             |
| 20 | 11 de outubro de 2010   | 29 de abril de 2011    | Alma Indomável          | Alma Indomable         | 172  | 22h00       | /              | Venevisión-Univisión |
| 21 | 2 de maio de 2011       | 30 de dezembro de 2011 | Dona Bárbara            | Doña Bárbara           | 202  | 21h00       | /              | Telemundo            |
| 22 | 2 de janeiro de 2012    | 25 de maio de 2012     | Sexo forte, sexo frágil | El sexo débil          | 120  | 21h00       | México         | Cadenatres           |